# Tüzér Károly
Tüzér Károly (Bartalits Károly Imre, 19. század – 20. század) magyar ponyvaíró.

## Munkái
- Királynénk meggyilkolása Genfben 1898. szept. 10. Öt képpel. Budapest, 1898.
- Itt a világnak vége, ki nem hiszi, nézzen be. Budapest, 1900.
- Házassági mézeshetek ... Budapest, 1900.
- A világhírű asztaloslegény pályafutása, vagy Munkácsy Mihály ... élete és halála. Budapest, 1900.